# Vadnais Heights
Vadnais Heights é uma cidade localizada no estado americano de Minnesota, no Condado de Ramsey.

## Demografia
Segundo o censo americano de 2000, a sua população era de 13.069 habitantes.
Em 2006, foi estimada uma população de 12.525, um decréscimo de 544 (-4.2%).

## Geografia
De acordo com o United States Census Bureau tem uma área de
21,5 km², dos quais 18,9 km² cobertos por terra e 2,6 km² cobertos por água.

## Localidades na vizinhança
O diagrama seguinte representa as localidades num raio de 8 km ao redor de Vadnais Heights.